# Alfred Janc
Alfred Edward Janc (ur. 27 sierpnia 1951 w Olsztynie, zm. 15 września 2021) – polski ekonomista i wykładowca, prof. dr hab. nauk ekonomicznych, były dziekan Wydziału Ekonomii Uniwersytetu Ekonomicznego w Poznaniu, kierownik Katedry Bankowości, były Generalny Inspektor Nadzoru Bankowego.

## Życiorys
W 1980 obronił pracę doktorską na Akademii Ekonomicznej w Poznaniu, gdzie habilitował się jedenaście lat później. W latach 1993–2006 pełnił funkcje profesora nadzwyczajnego AE w Poznaniu, a w 2006 otrzymał tytuł profesora nauk ekonomicznych. Od 1995 do roku 2017 kierownik Katedry Bankowości Akademii Ekonomicznej w Poznaniu (obecnie Uniwersytetu Ekonomicznego w Poznaniu). W latach 2005–2008 był dziekanem Wydziału Ekonomii tej uczelni. W 2017 objął stanowisko profesora zwyczajnego w Katedrze Finansów i Rachunkowości Uniwersytetu Przyrodniczego w Poznaniu.
Sprawował funkcje m.in. doradcy prezesa Wielkopolskiego Banku Kredytowego (w latach 1991–1996), przewodniczącego Komitetu Koordynacyjnego ds. Standardów Kwalifikacyjnych w Bankowości Polskiej utworzonego przez Związek Banków Polskich (do 2007) oraz przewodniczącego Polskiego Komitetu Europejskiego Certyfikatu Bankowca (the European Foundation Certificate in Banking) w ramach systemu Standardów Kwalifikacyjnych w Bankowości Polskiej (do 2007 r.). W czerwcu 2007 roku został członkiem Komitetu Nauk o Finansach Polskiej Akademii Nauk oraz objął funkcję Generalnego Inspektora Nadzoru Bankowego. w latach 2008–2010 był członkiem Rady Bankowego Funduszu Gwarancyjnego oraz doradcą prezesa NBP. Od września 2009 był członkiem Rady inwestycyjnej Funduszu Powierniczego JEREMIE w Urzędzie Marszałkowskim Województwa Wielkopolskiego. W 2016 otrzymał Medal Mikołaja Kopernika Związku Banków Polskich.